# Upaon-Açu
Upaon-Açu é uma ilha brasileira no estado do Maranhão, com área de 1.410,015 km². Faz parte do Arquipélago do Golfão Maranhense e é nela que se encontra a capital do estado, São Luís.
O nome Upaon-Açu foi dado pelos Tremembés (Tupi-Guarani) e significa "ilha grande". Também foi chamada ilha de São Luís. A denominação indígena foi restabelecida pela constituição do Maranhão: Art. 8º - A cidade de São Luís, na ilha de Upaon-Açu, é a capital do Estado.

## Topônimo
O nome da ilha, conforme a grafia padrão da língua tupi, é 'Ypa'ũgûasu, que significa ilha grande, em oposição a 'Ypa'ũmirim, ilha pequena, atualmente chamada de Ilha de Santana. O nome Upaon-Açu está escrito conforme a ortografia da língua francesa, dado que foram os franceses os primeiros a registrá-lo.

## Geografia
A ilha de Upaon-Açu se localiza entre dois grandes sistemas estuarinos que são as baías de São Marcos do lado esquerdo e de São José do lado direito, na região central do Golfão Maranhense. As duas baías são interligadas na parte sudoeste pelo canais do Estreito dos Mosquitos e estreito dos Coqueiros (que separa a ilha de Upaon-Açu da ilha de Tauá-Mirim).
Na baía de São Marcos, deságua a bacia hidrográfica do rio Mearim e seus afluentes, enquanto que, na baía de São José/Arraial, deságuam as bacias hidrográficas dos rios Itapecuru e Munim. Nessa região, a amplitude das marés pode ultrapassar sete metros. A região apresenta Inúmeros igarapés e canais de maré. As águas possuem elevada turbidez devido ao aporte de material particulado do continente e das áreas de manguezais, pela forte atuação das marés, influenciando na coloração do mar, verde-musgo.
Diversos agentes modelaram o relevo como os de origem climática, hidrológica e oceanográfica, bem como pela intensa atividade eólica, marinha e fluviomarinha, com vegetação caracterizada por remanescentes de Floresta Amazônica e de Manguezais. O Campo de Perizes é uma extensa planície fluviomarinha localizada no continente, com extrato predominantemente herbáceo.
O clima é caracterizado como quente, semiúmido, tropical de zona equatorial, com duas estações distintas que vão de úmida (janeiro a junho) a seca (julho a dezembro), com média pluviométrica de 2.200 mm por ano.

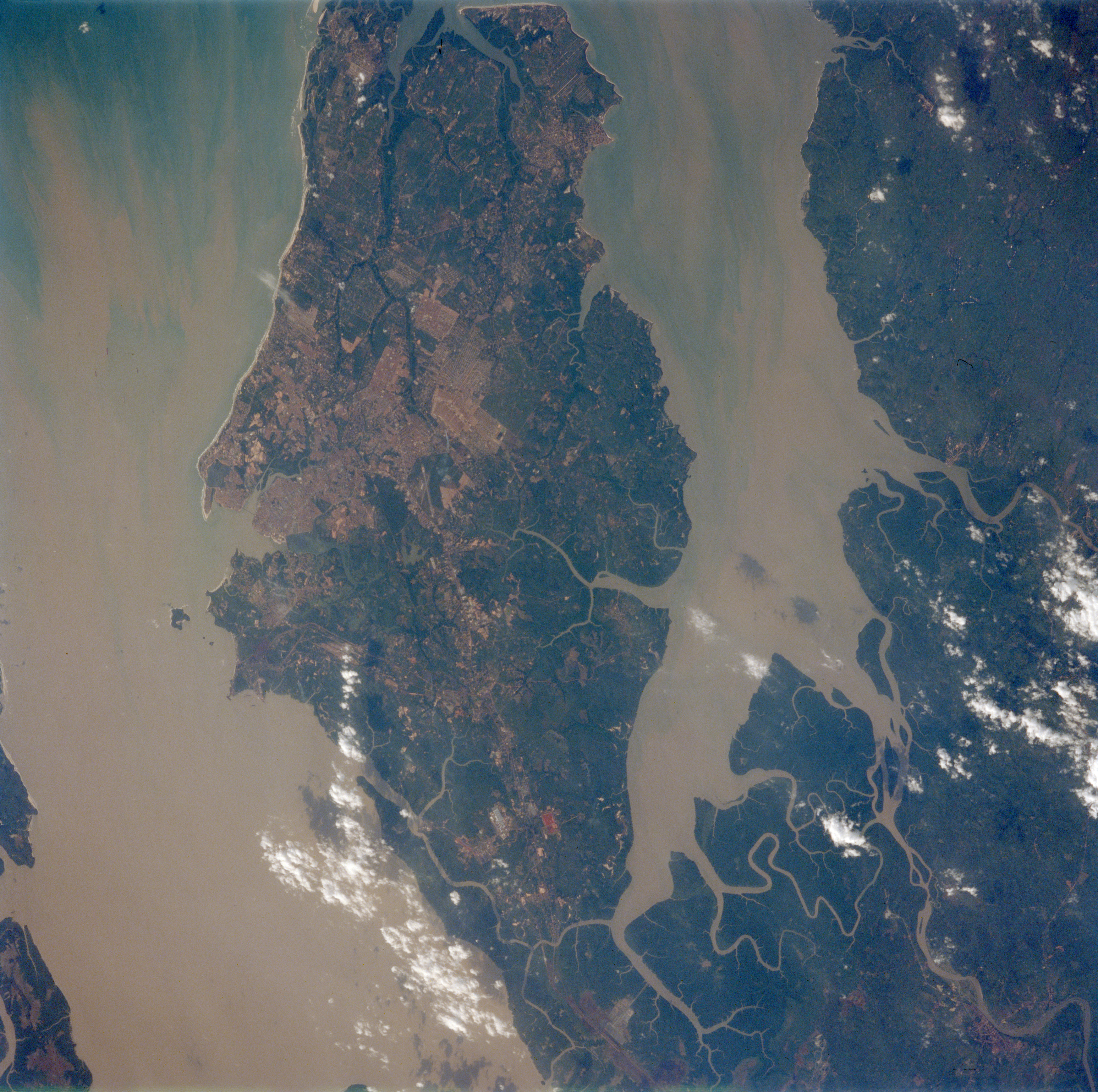
Imagem de satélite da ilha de Upaon-Açu

Algumas das unidades de conservação da ilha são: APA de Upaon-Açu-Miritiba-Alto Preguiças, a APA do Itapiracó; APA da Região do Maracanã; e os Parques Estaduais do Bacanga, da Lagoa da Jansen e do Rangedor.
É a sétima maior ilha brasileira (depois das ilhas de Marajó, Bananal, Tupinambarana parte oeste, Caviana, Gurupá, Tupinambarana parte norte), sendo a maior ilha totalmente separada por um canal de água salgada e também a mais populosa.

## Acessos
Sobre o Estreito dos Mosquitos, existem pontes rodoviárias e ferroviárias ligando o continente à Ilha de Upaon-Açu: a ponte Marcelino Machado, na BR-135, composta por duas pontes paralelas de entrada e saída (com 456 e 454 metros de extensão); a ponte metálica Benedito Leite, pertencente à Ferrovia São-Luís-Teresina; a ponte duplicada pertencente à Ferrovia Carajás; a ponte metálica que sustenta a adutora do Italuís, que leva água do rio Itapecuru para a cidade de São Luís. 
Também há um serviço de ferry-boats, que realizam a Travessia São-Luís-Alcântara e o Aeroporto Internacional de São Luís.

## Municípios

#### Ilha-capital
São Luís, junto com Florianópolis e Vitória, são as capitais brasileiras que se encontram em ilhas, as chamadas ilhas-capitais, sendo São Luís a única com área totalmente compreendida em uma ilha.

#### Municípios
Além de São Luís, localizam-se na ilha os municípios de Raposa, São José de Ribamar e Paço do Lumiar, que formam a Região Metropolitana de São Luís. Também na ilha se localizam o Porto da Alumar, o Porto de Itaqui e o da Ponta da Madeira, para o qual são transportados principalmente ferro, cobre e bauxita extraídos de Carajás por meio da Ferrovia Carajás, que também transporta soja, combustíveis, celulose e outros produtos.

## Galeria

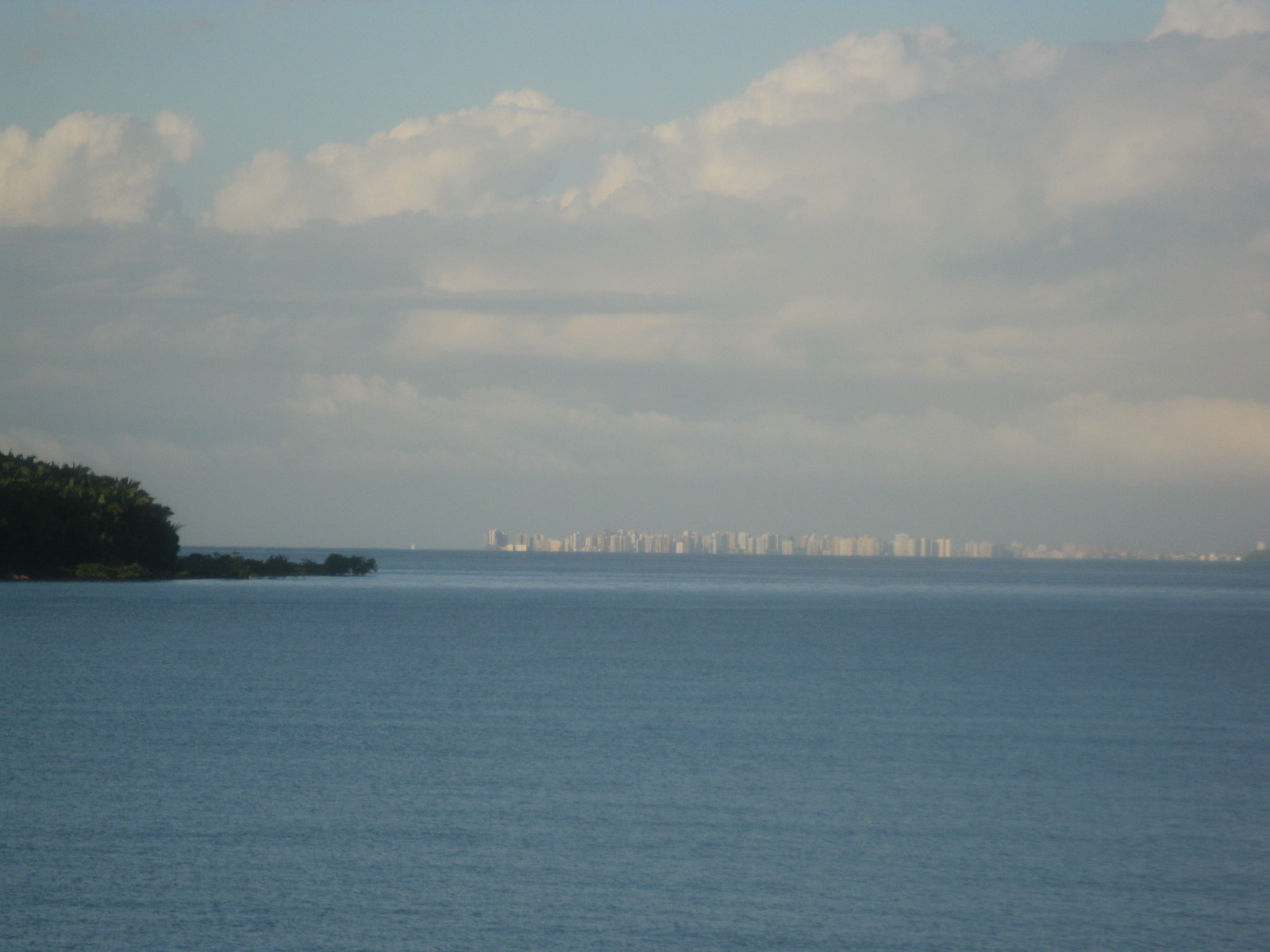
Baia de São Marcos
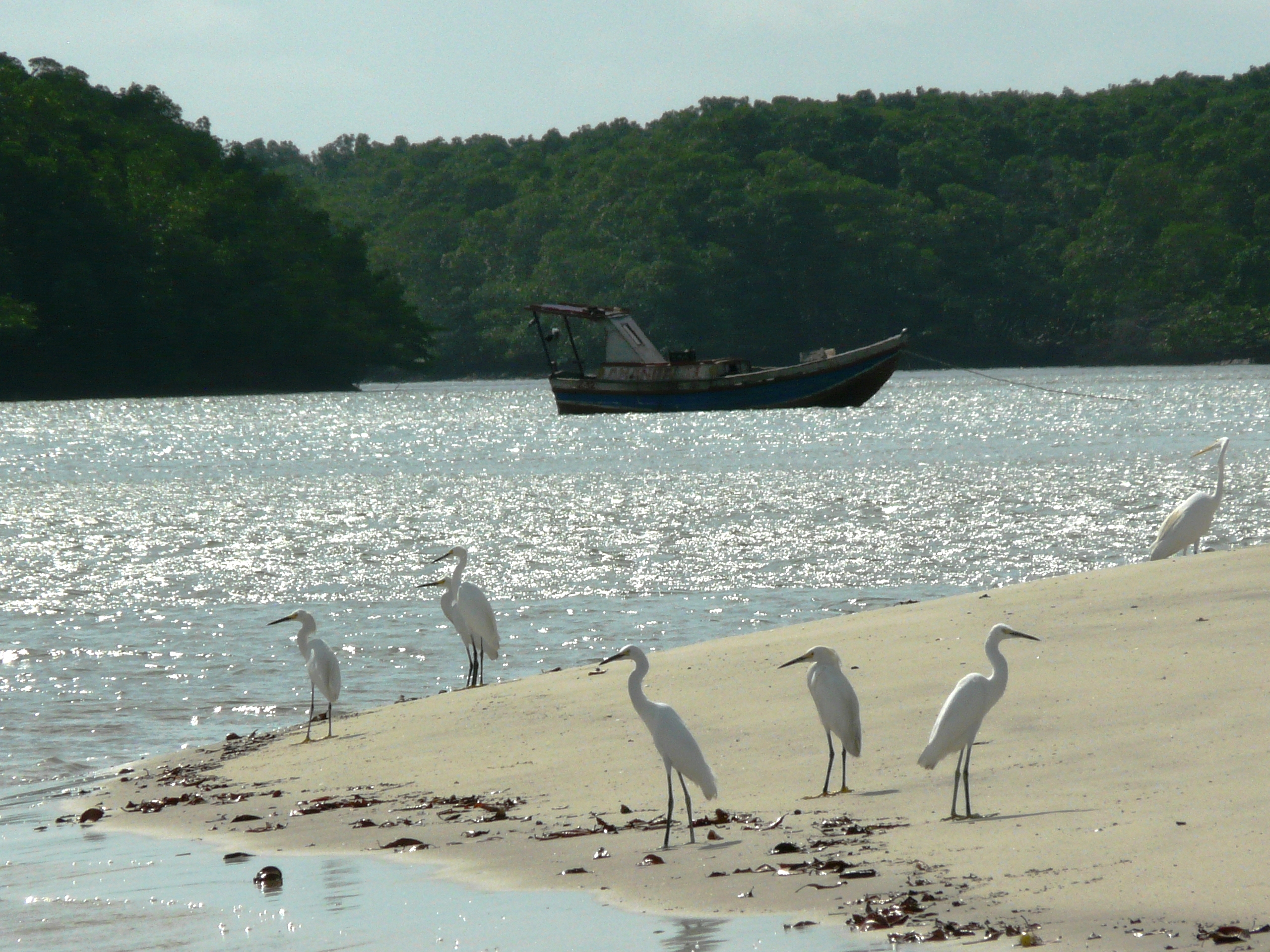
Descanso das Garças
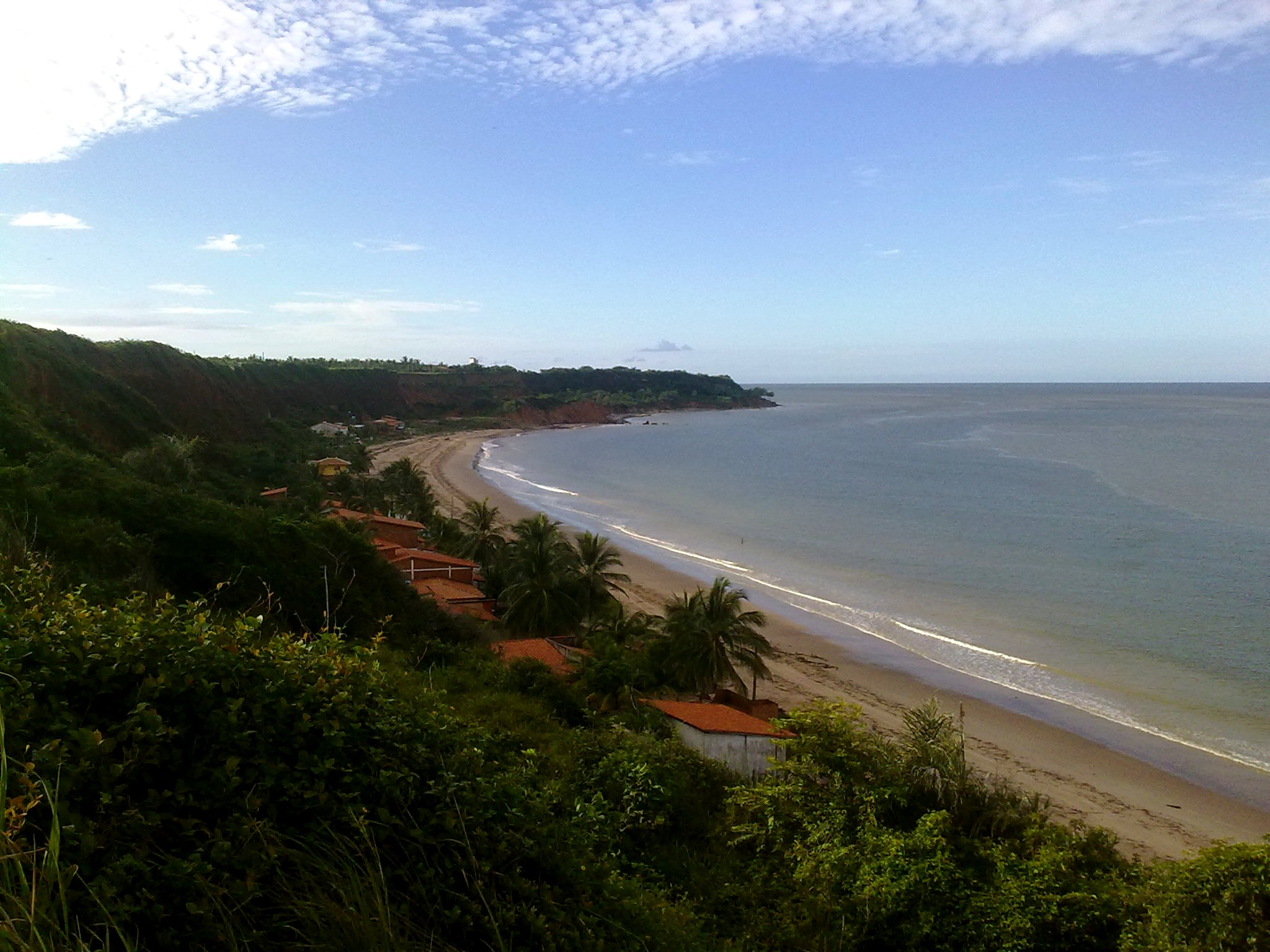
Ponta-Verde
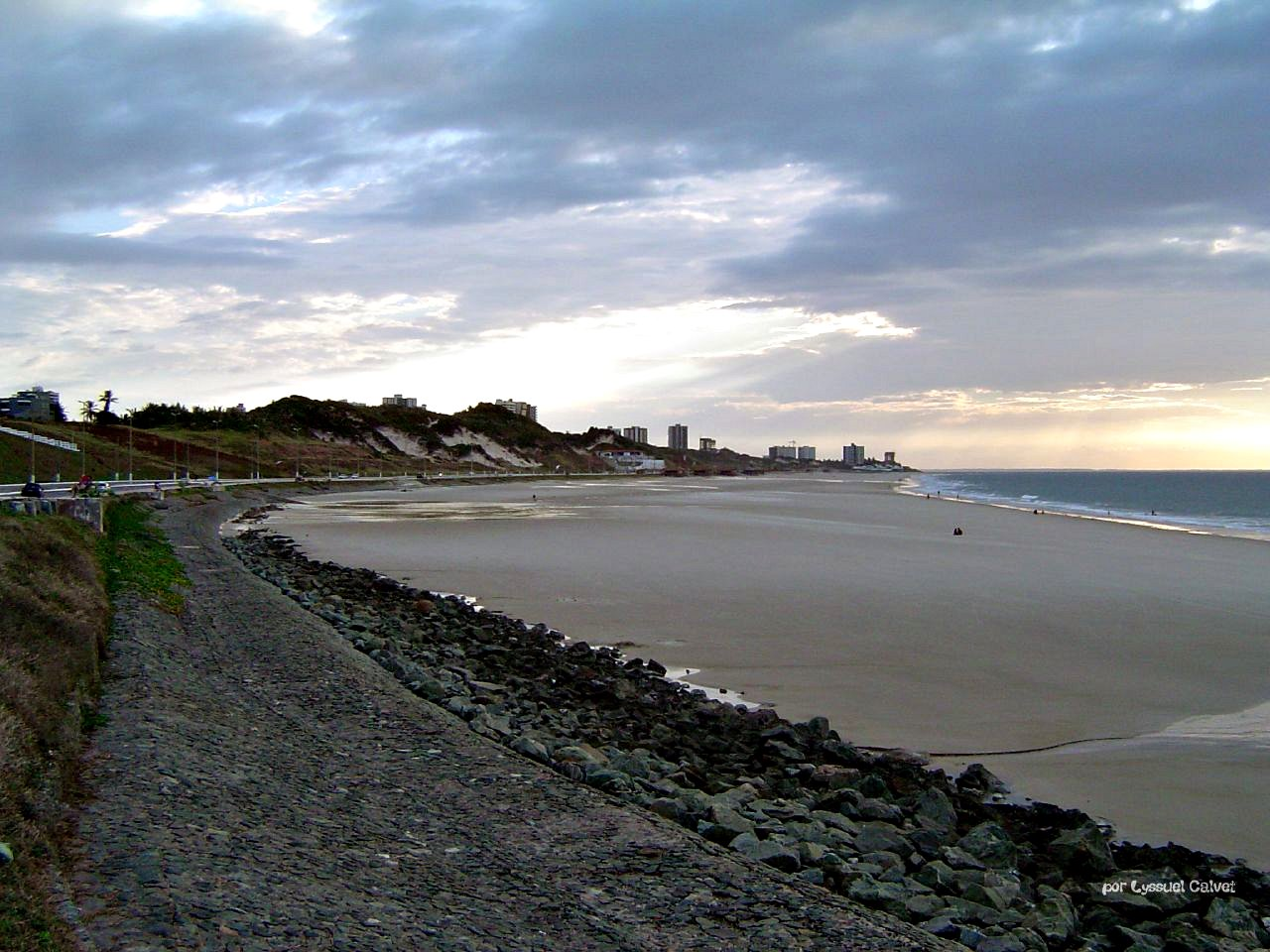
Av. Litorânea
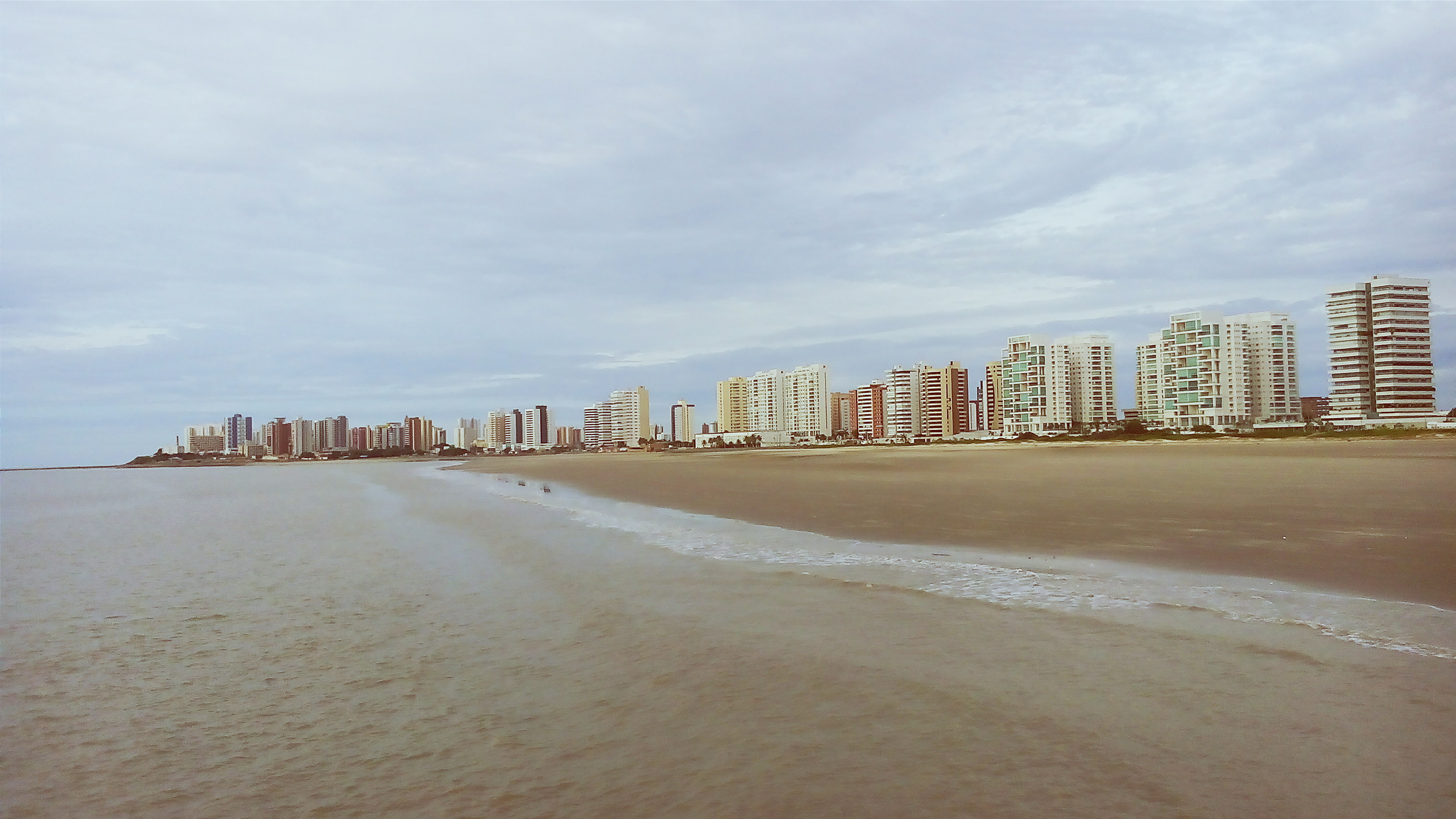
Ponta D'Areia
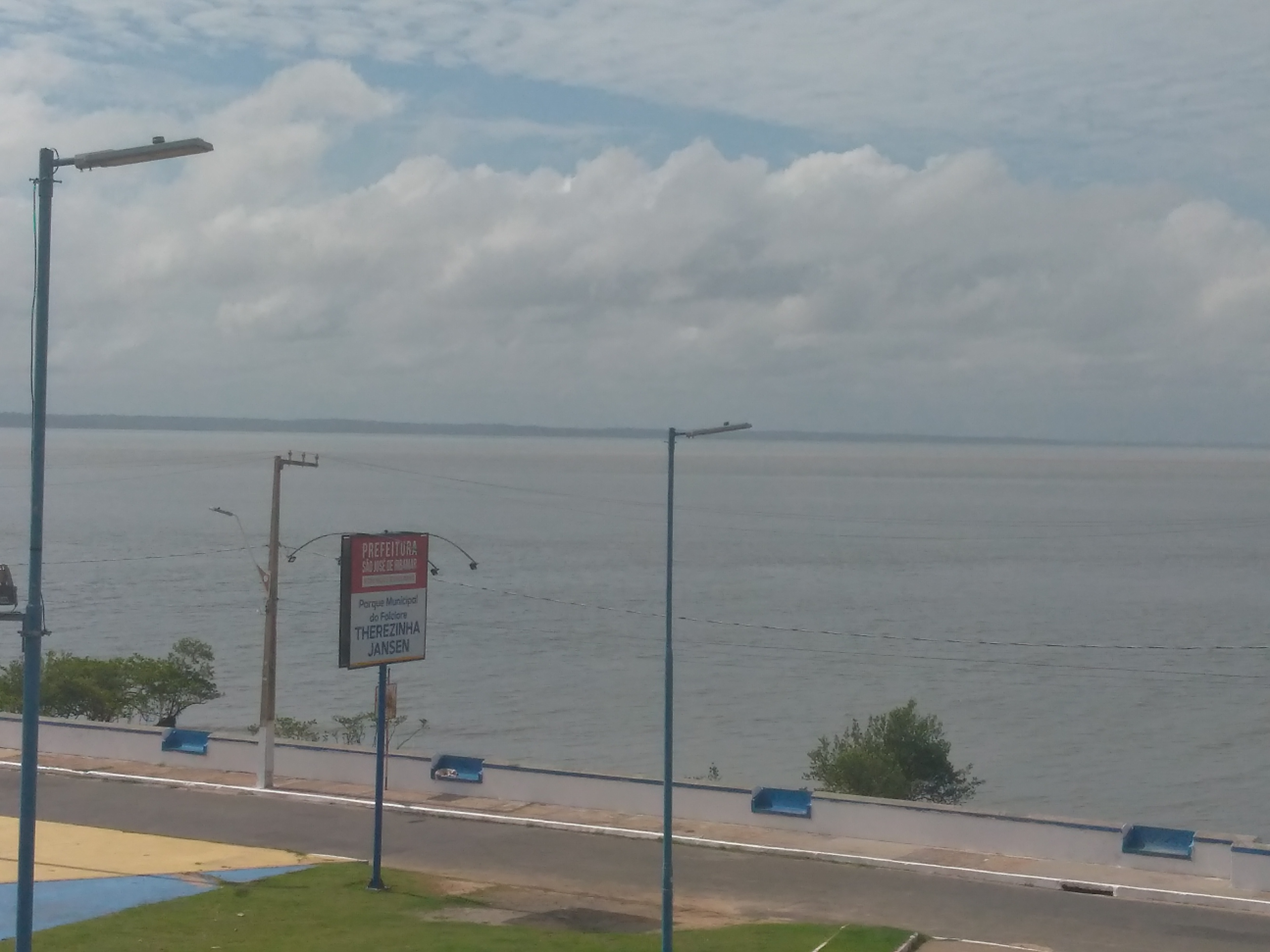
Av. Beira-Mar, São José de Ribamar
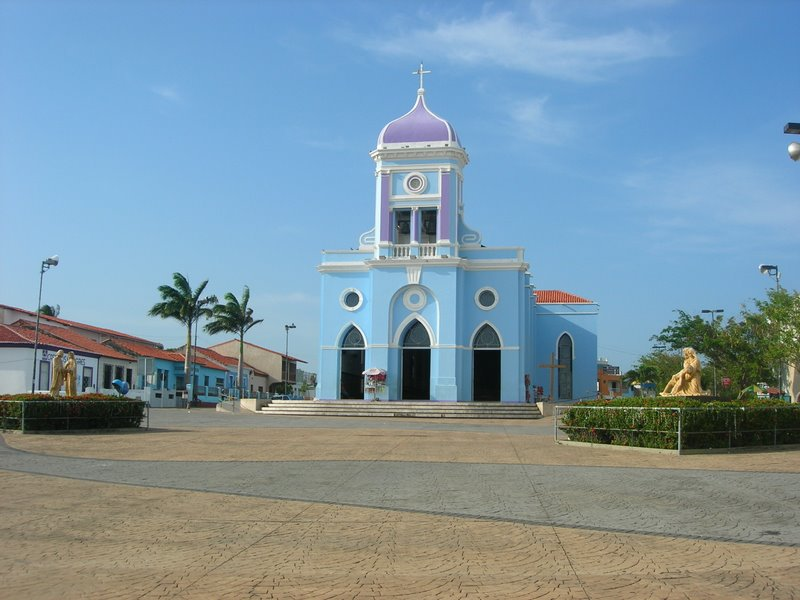
Praça da Matriz, São José de Ribamar
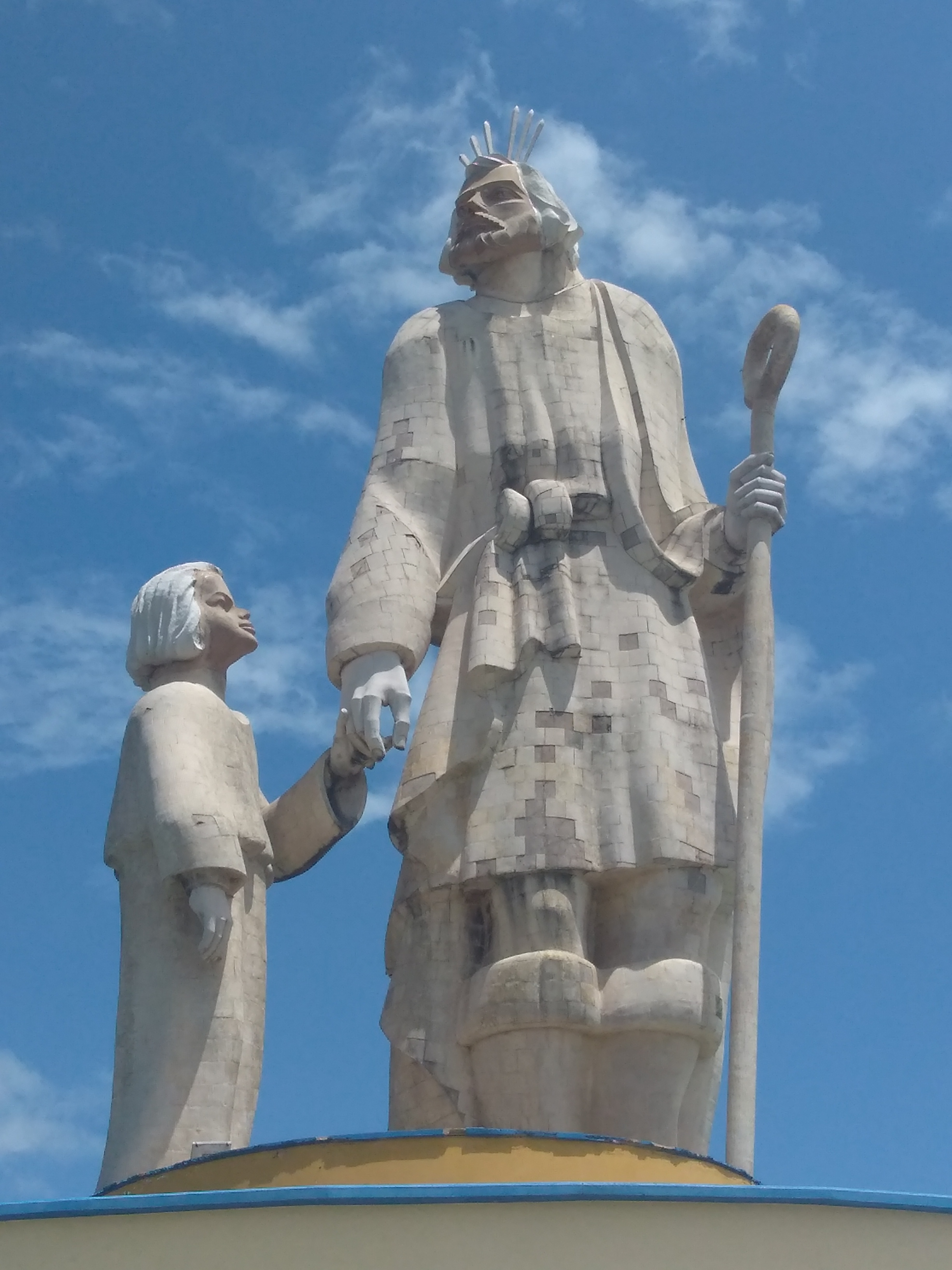
Monumento a São José de Ribamar
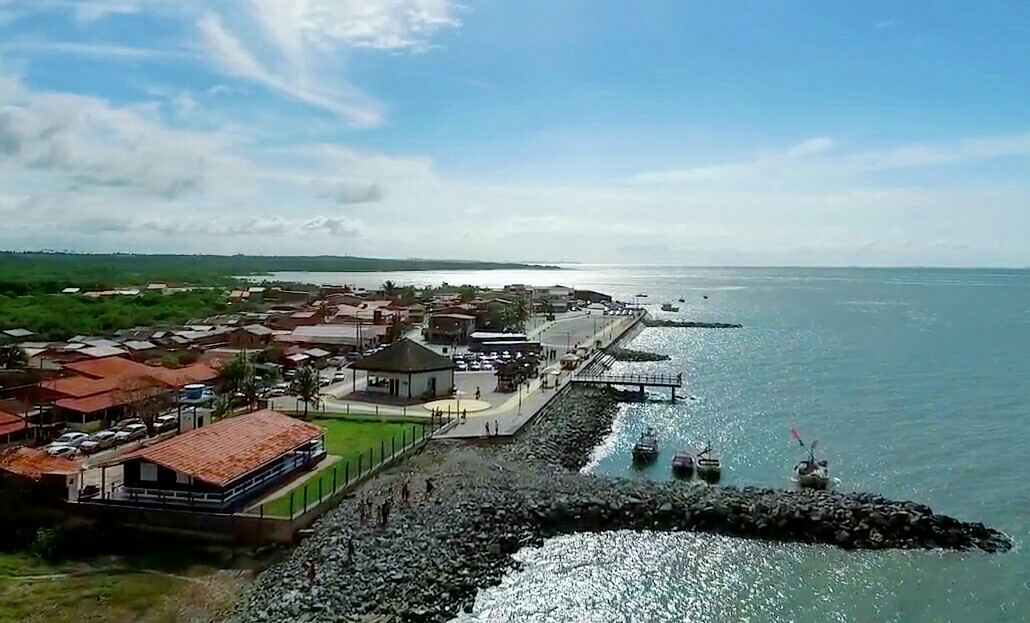
Raposa, Maranhão
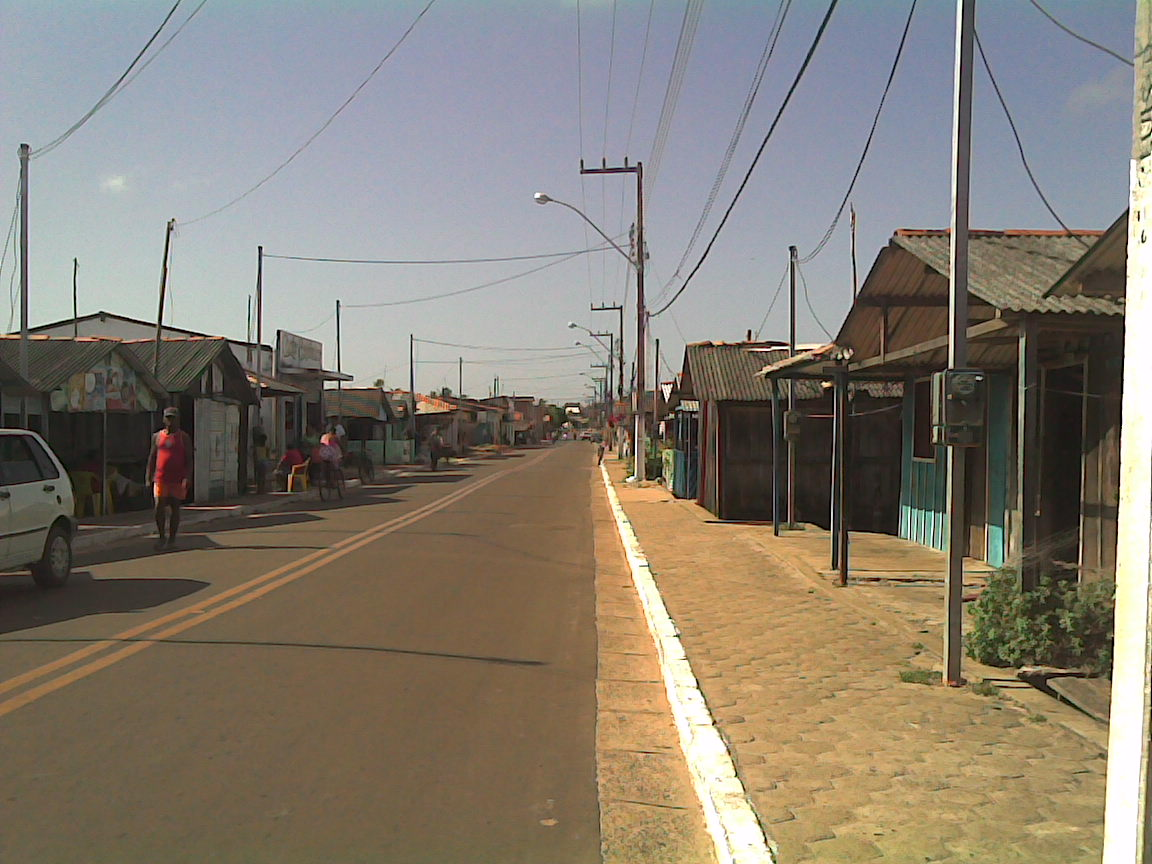
Av. Principal, Raposa
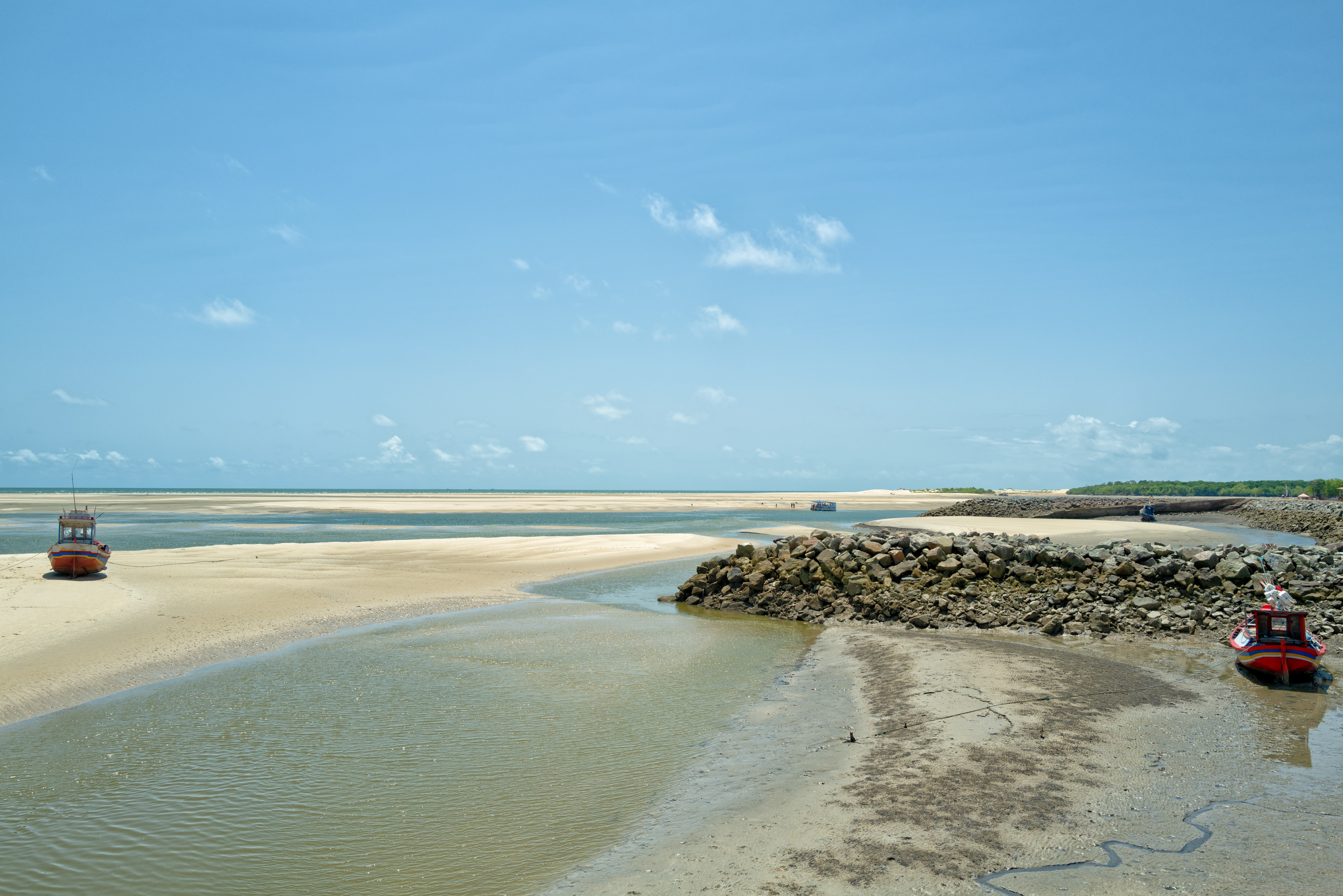
Praia, Raposa
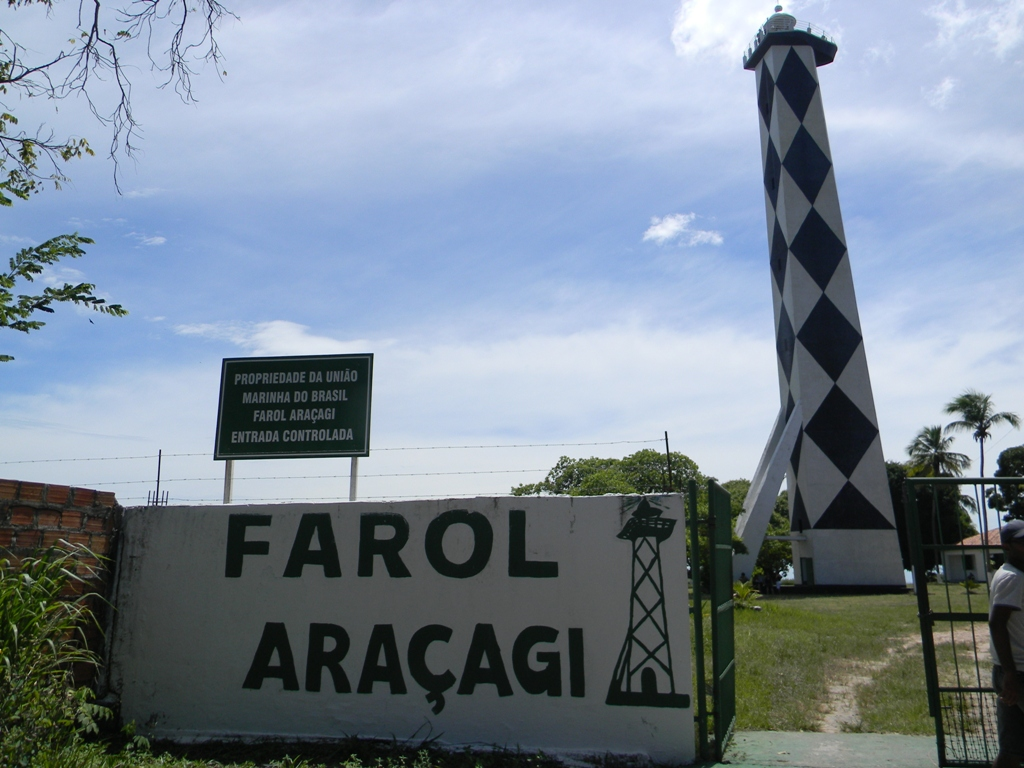
Farol Araçagi, Paço do Lumiar
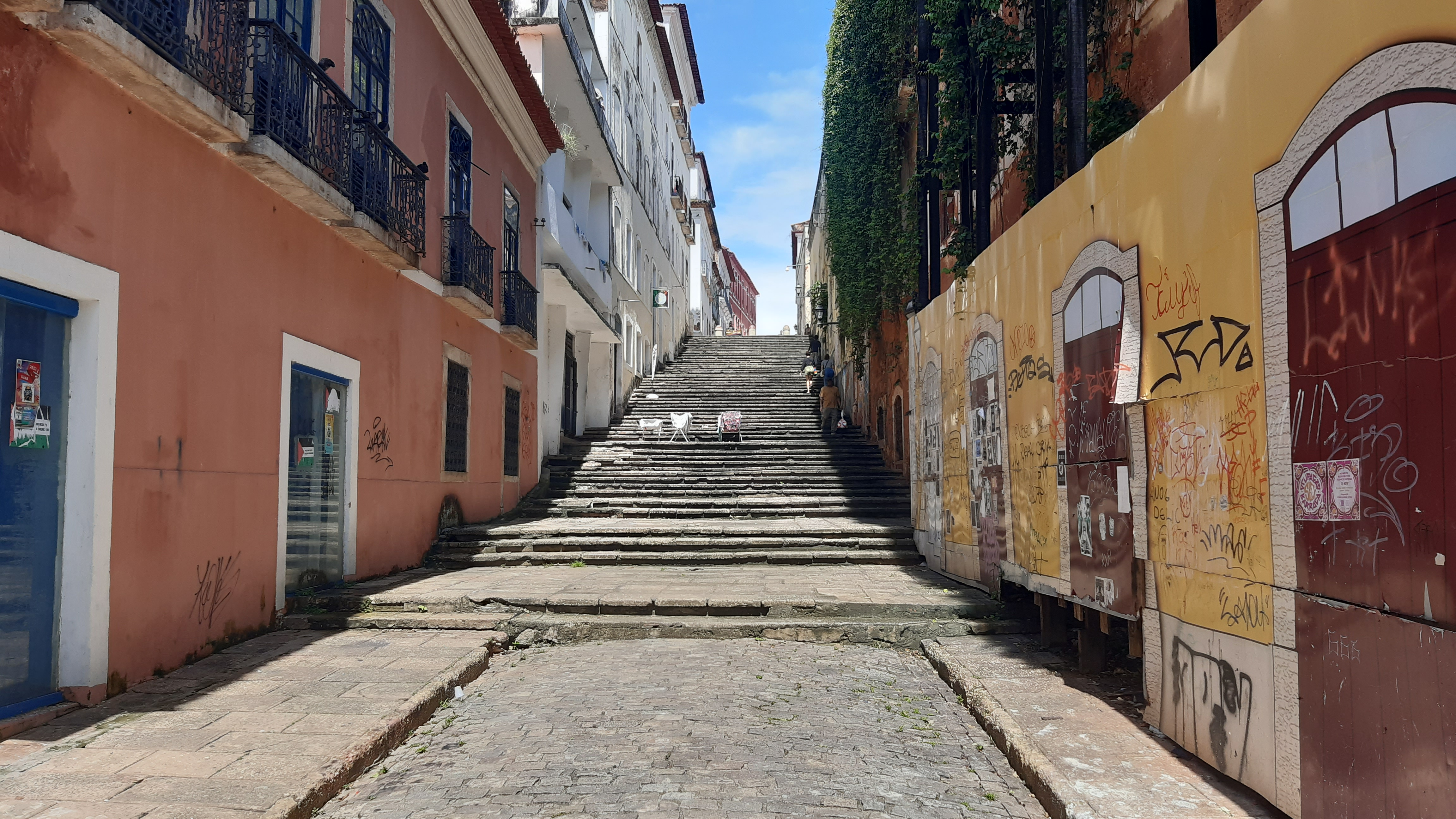
Centro Histórico, São Luís
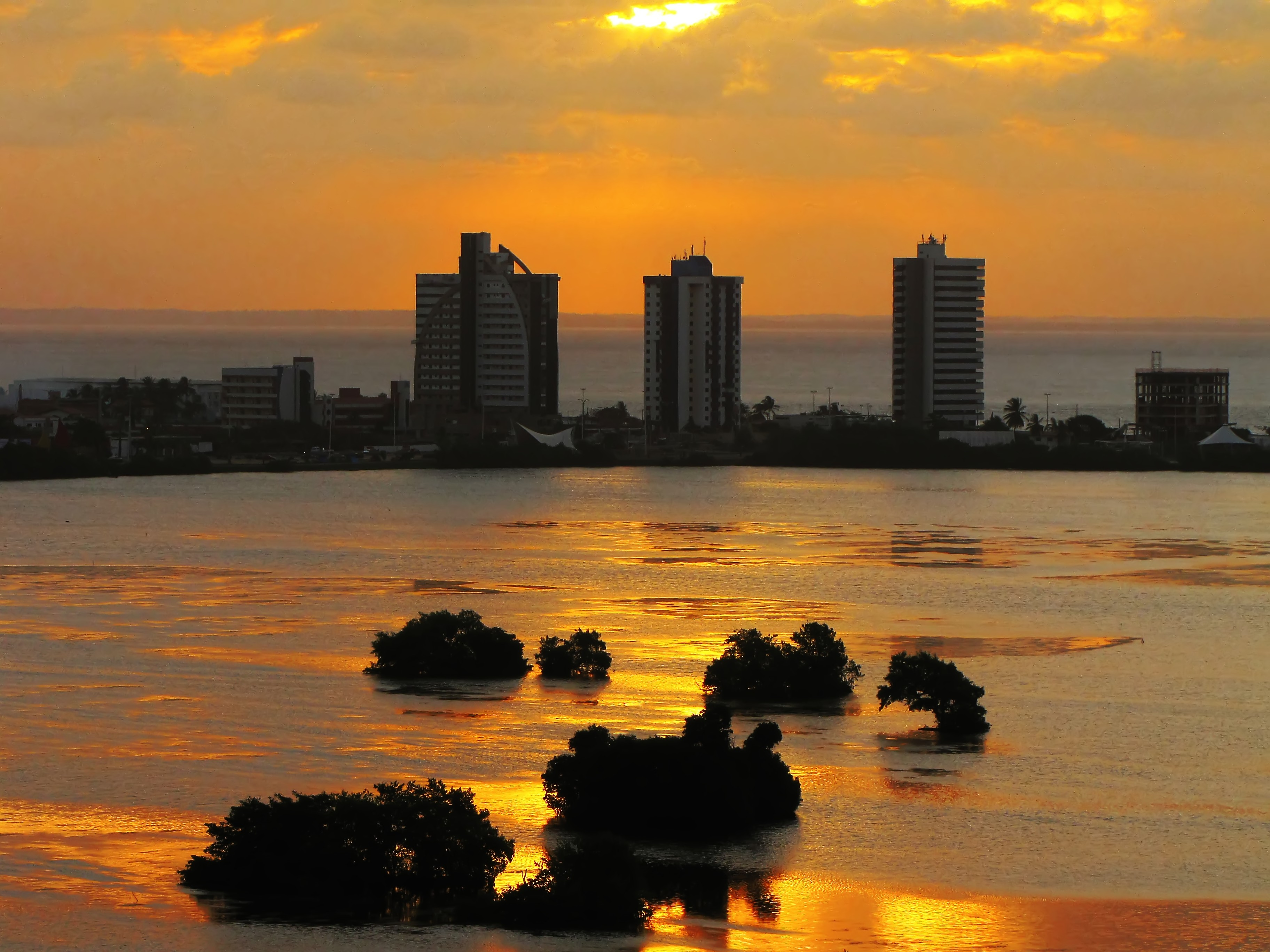
Lagoa da Jansen, São Luís
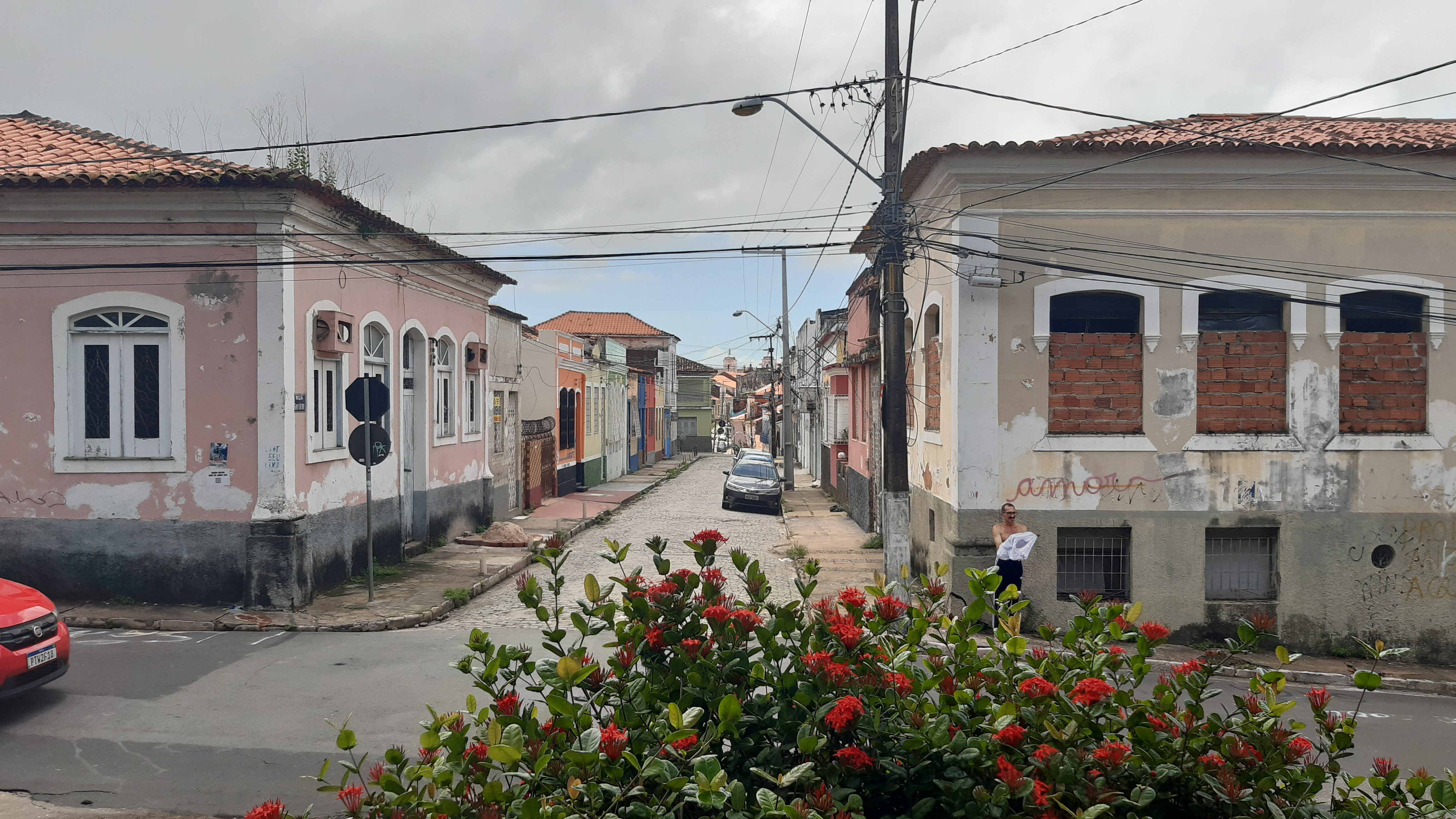
Praça Antônio Lobo, São Luís
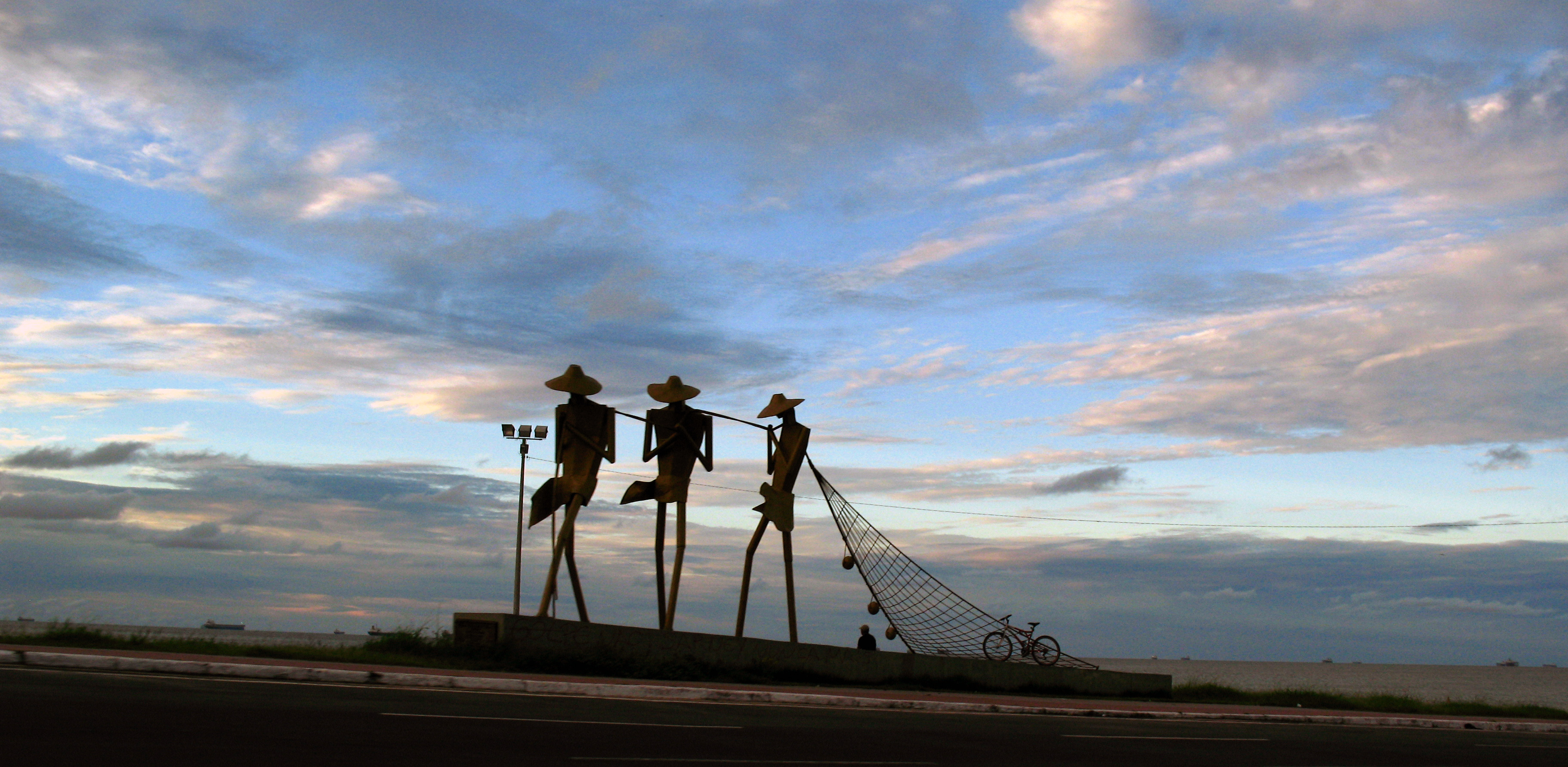
Monumento aos Pescadores, São Luís
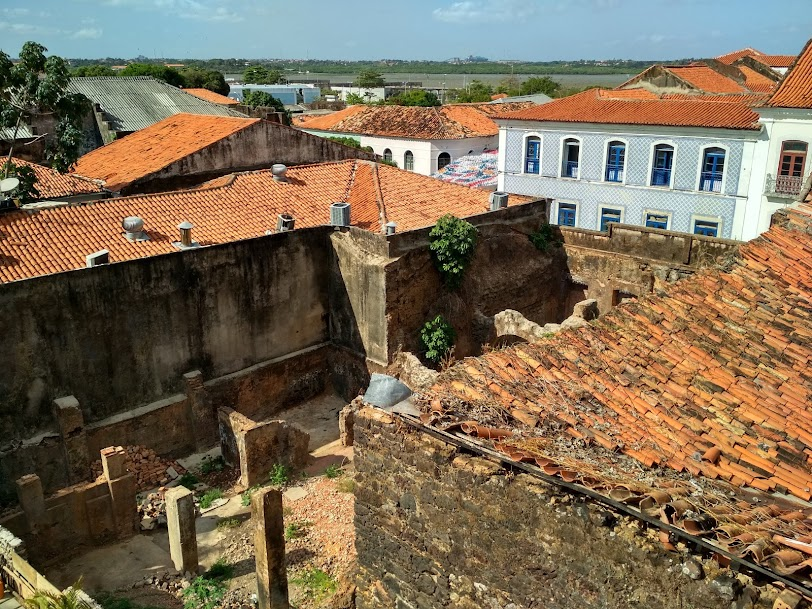
Centro Histórico, São Luís
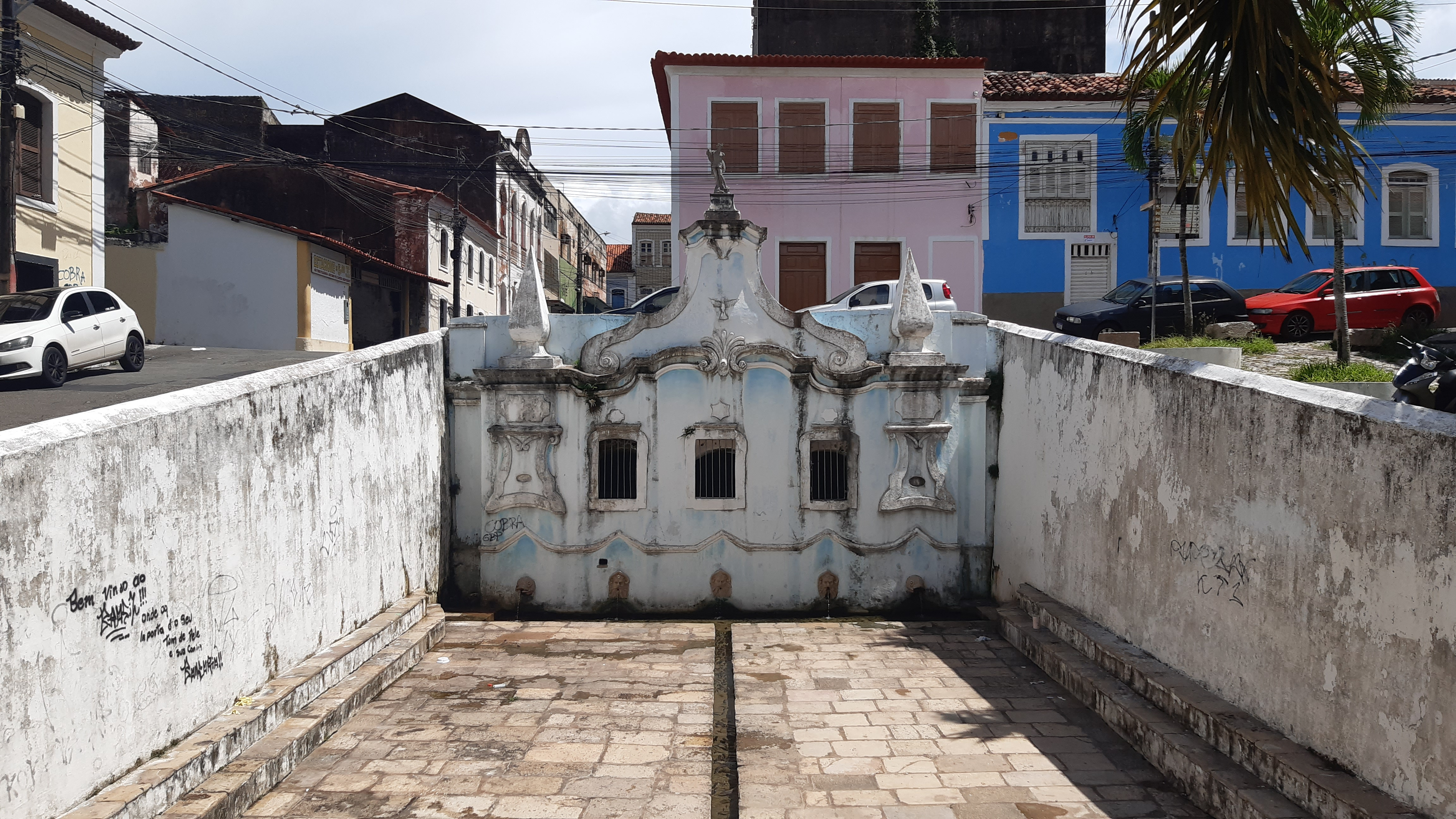
Fonte do Ribeirão, São Luís
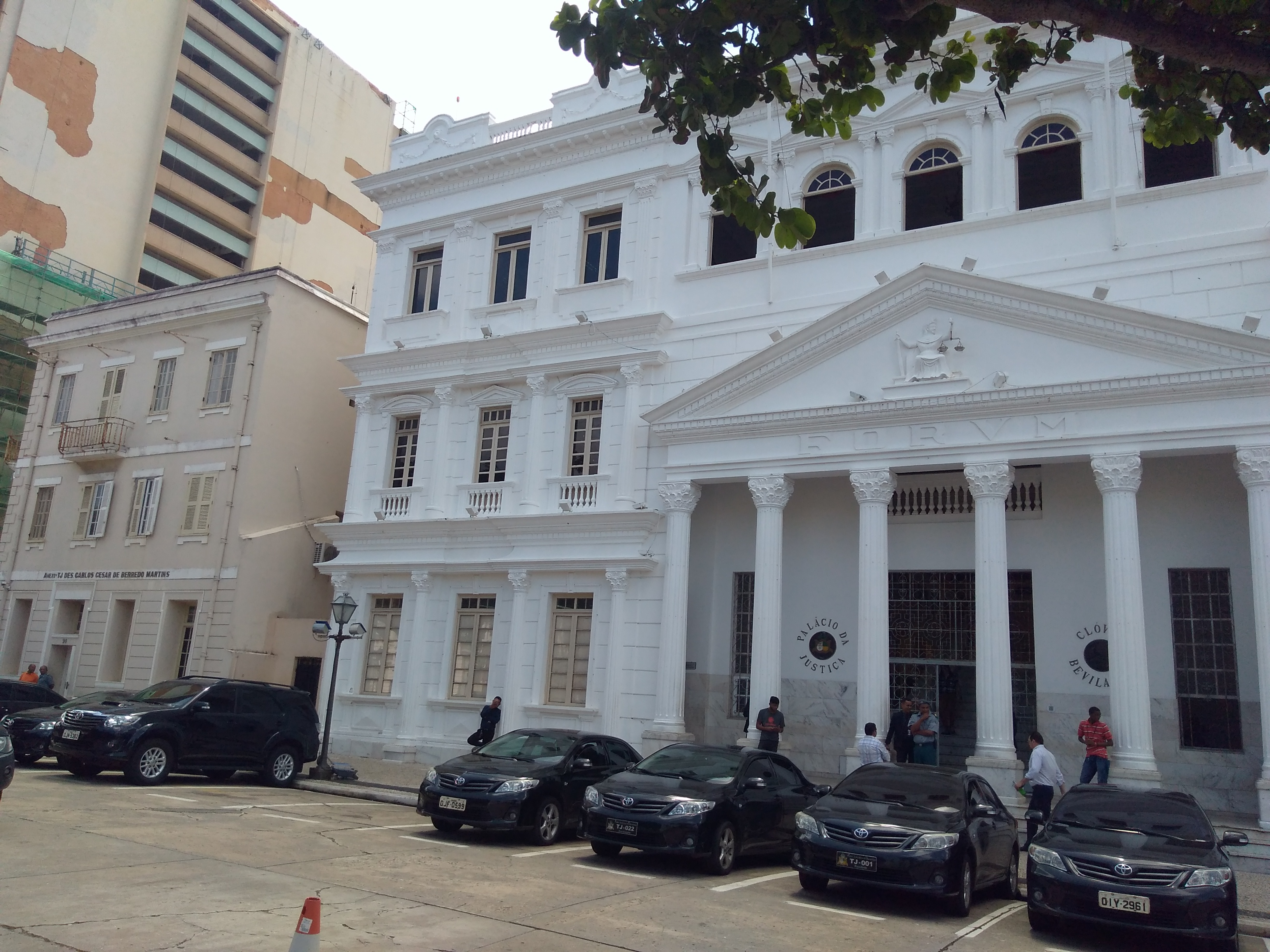
Tribunal de Justiça do Maranhão (TJMA)
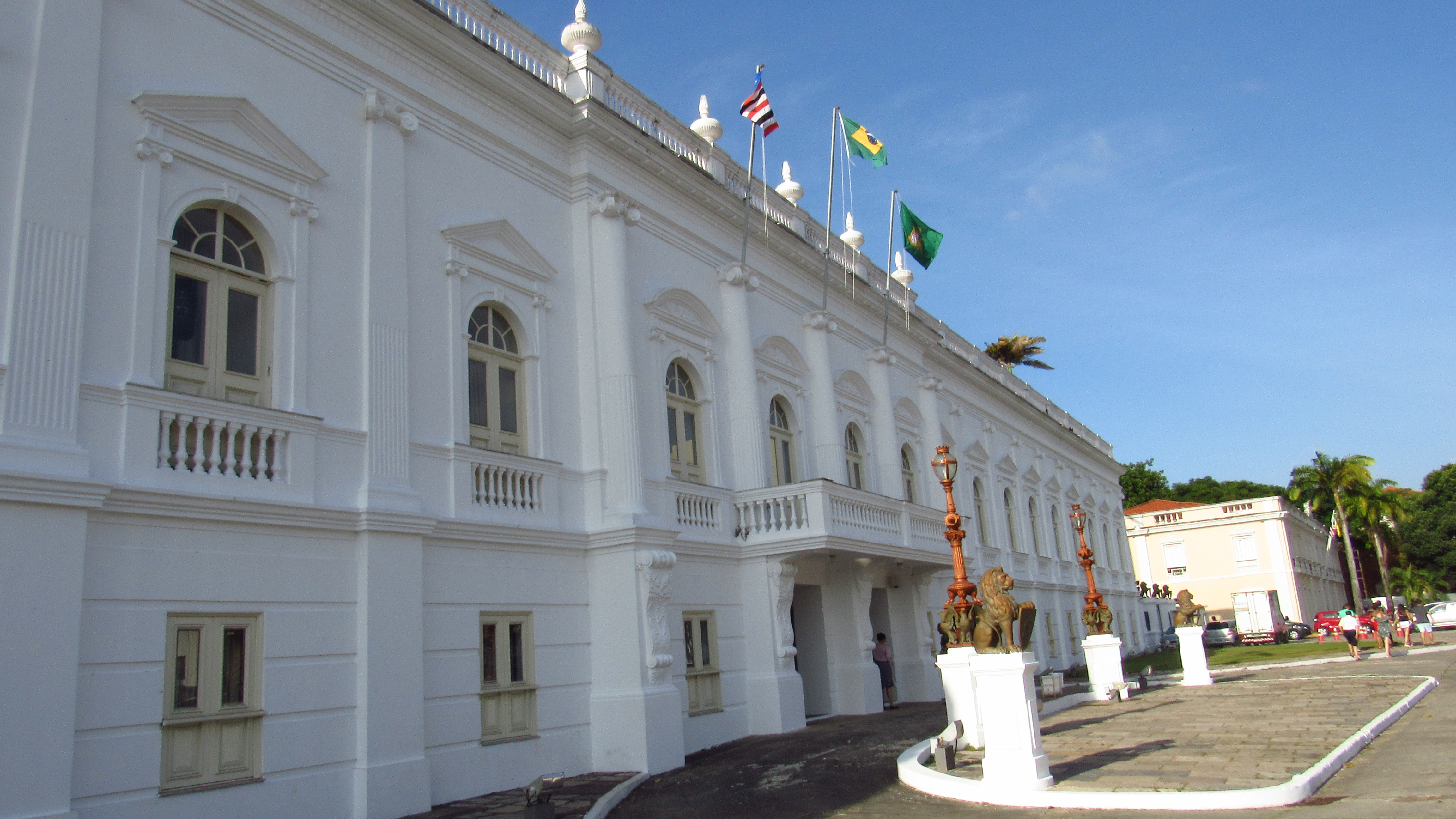
Palácio dos Leões, São Luís
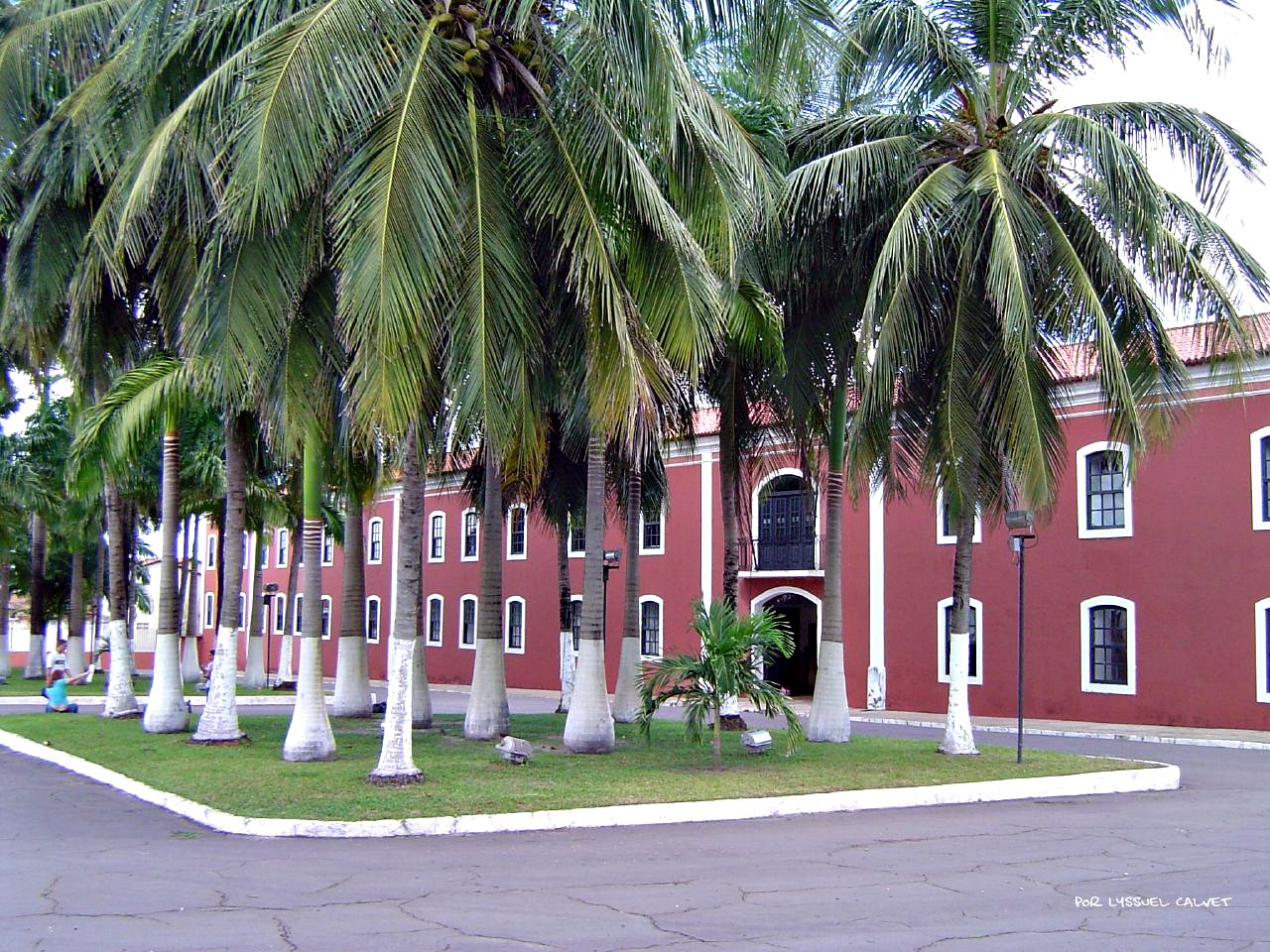
Convento das Mercês, São Luís
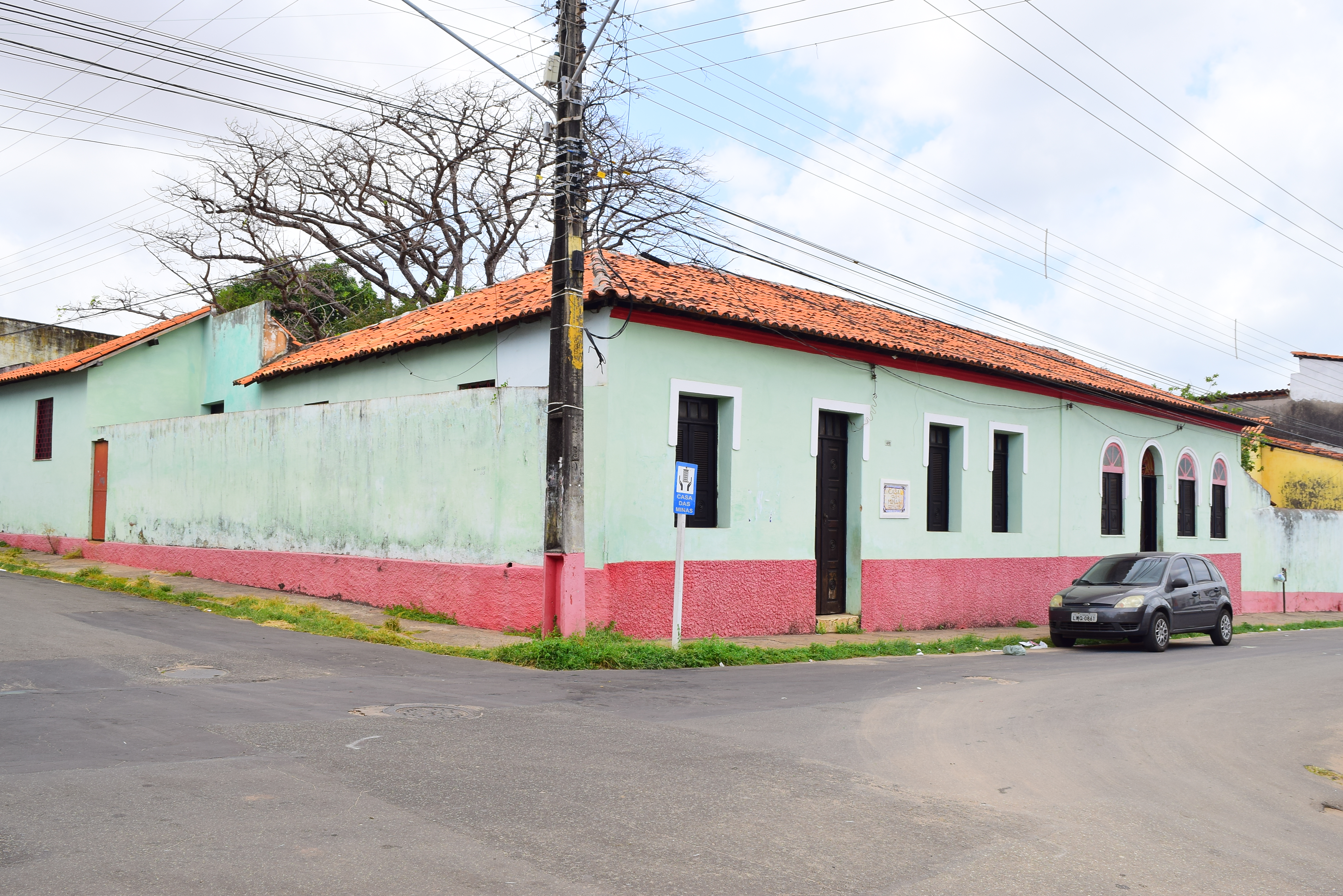
Casa das Minas, São Luís
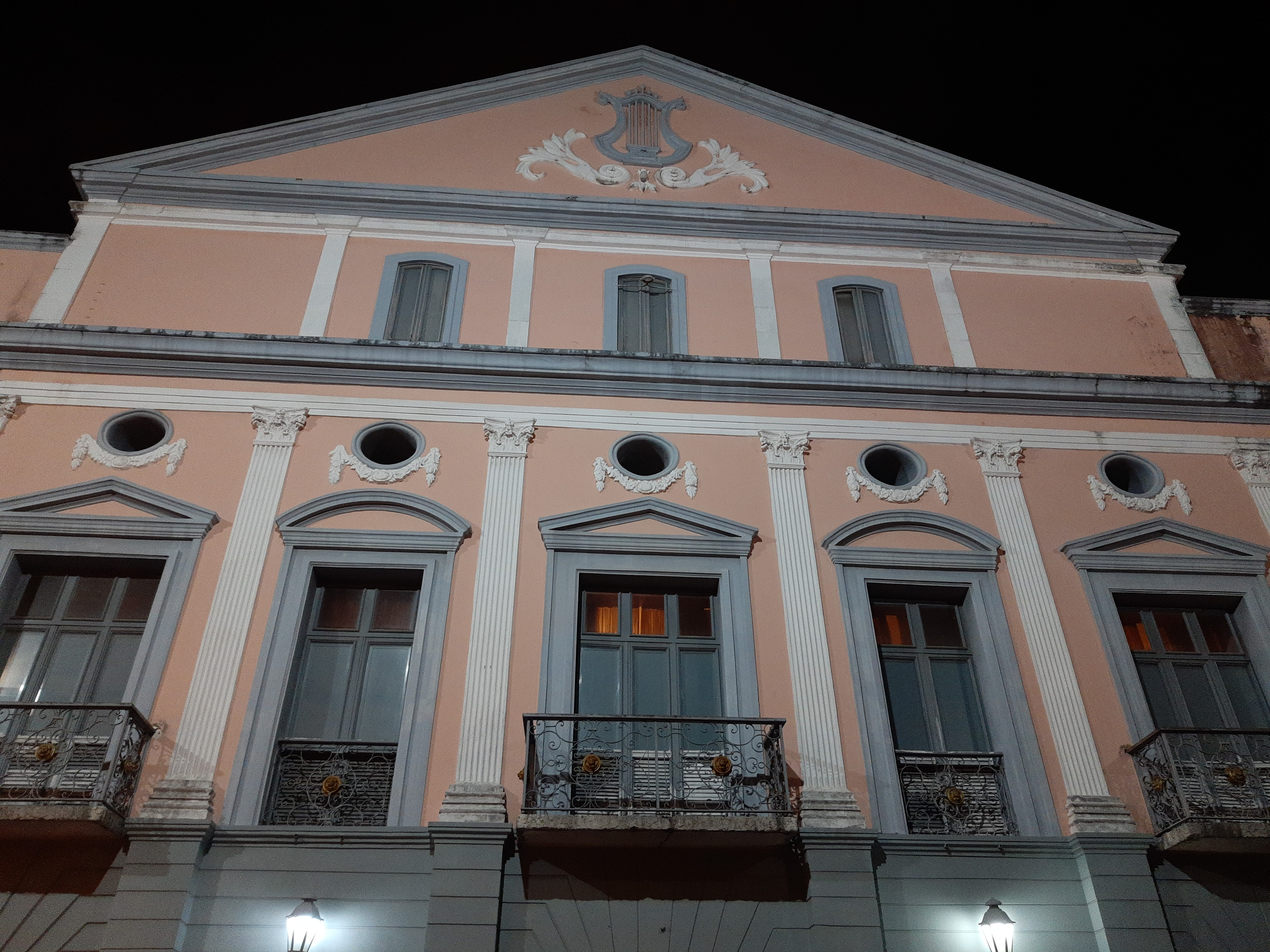
Teatro Artur Azevedo, São Luís
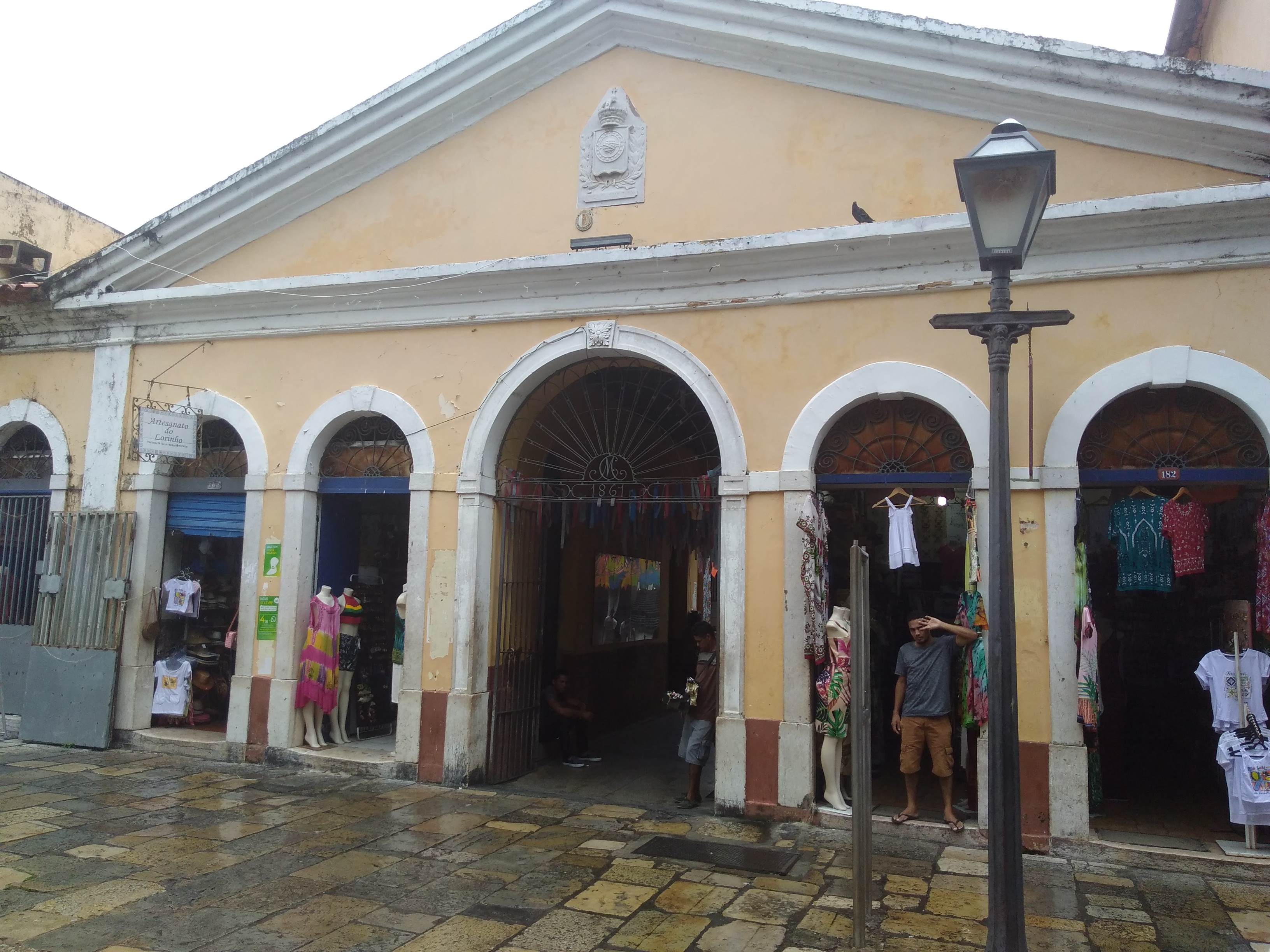
Casa das Tulhas, São Luís
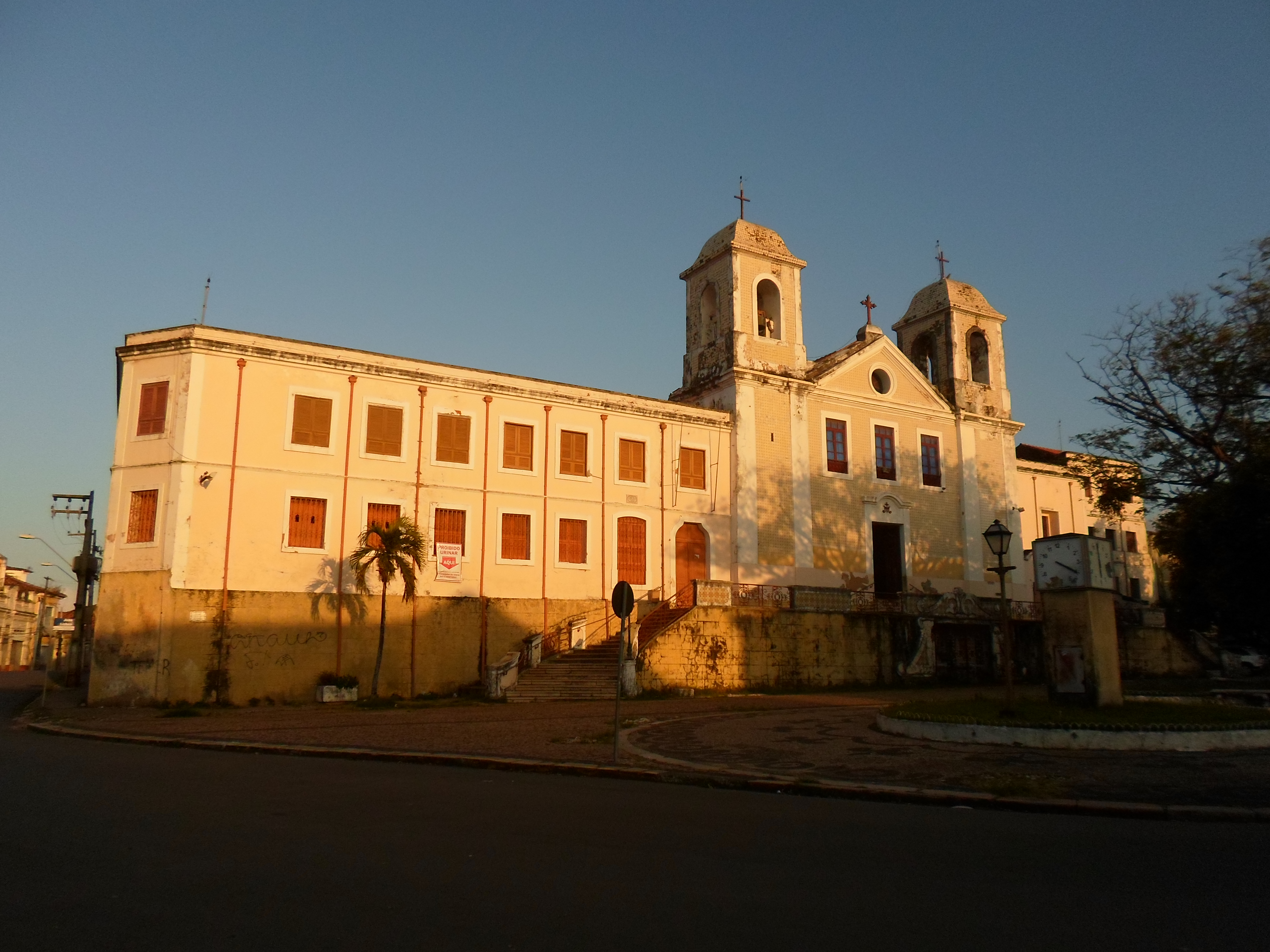
Convento e igreja de Nossa Senhora do Carmo, São Luís